# Zwischenfall in Maziúa
1914

Maziúa – Njassasee – Karonga – Sansibar – Rufijidelta – Kilimandscharo – Tanga
1915

Jassini – Bukoba – Tanganjikasee  – Saisi
1916

Oldoboro (Salaita) – Reata-Latema – Tabora Offensive (Tabora) – Kahe – Kondoa Irangi – Matamondo – Kilosa – Mlali – Dutumi – Kisaki – Kibata
1917

Behobeho – Nambanje – Kiawe Brücke – Rumbo – Mahiwa – Mahenge – Ngomano – Mkula
1918

Namacurra – Lioma – Pere Hills
Der Zwischenfall in Maziúa war eine militärische Auseinandersetzung zwischen Truppen des Deutschen Kaiserreichs und Portugals während des Ersten Weltkrieges. Er fand am 24. August 1914 bei Maziúa, nördliches Portugiesisch-Ostafrika (heute Mosambik), statt. Da damals noch kein Kriegszustand zwischen beiden Ländern herrschte, führte der Zwischenfall zu erheblichen diplomatischen Spannungen, die erst durch eine offizielle deutsche Entschuldigung beigelegt werden konnten.

## Hintergrund
Seit dem 4. August 1914 befand sich das Vereinigte Königreich mit dem Deutschen Reich im Kriegszustand. Beide Länder informierten umgehend ihre Kolonien über die Ereignisse. Obwohl die Vereinbarungen der Kongokonferenz (Kongoakte) als internationales Recht im Kriegsfall die Möglichkeit einer Neutralität der Kolonialgebiete vorsahen, trafen beide Seiten unmittelbare Kriegsvorbereitungen. Die maßgeblichen Politiker sowohl in London als auch in Berlin hielten eine Neutralisierung der Kolonien für unpraktikabel und den Interessen ihrer Länder nicht zuträglich. Dagegen war die öffentliche Meinung der europäischen Siedler sowohl in Deutsch-Ostafrika wie auch auf britischer Seite in den ersten Kriegstagen unbedingt für die Neutralisierung der Kolonien. Eine Gegenposition nahm hier der ein Jahr zuvor eingesetzte neue Kommandeur der deutsch-ostafrikanischen Schutztruppe, Oberstleutnant Paul von Lettow-Vorbeck, ein, der die Kongoakte entgegen den Bestrebungen des ihm eigentlich vorgesetzten Gouverneurs von Deutsch-Ostafrika bereits am 7. August 1914 seinen Truppen gegenüber für nicht anwendbar erklärte und sofortige Angriffe befahl. Diese Haltung Lettow-Vorbecks trug direkt zum Zwischenfall in Maziúa bei.
Portugal verhielt sich bei Kriegsausbruch neutral, hatte jedoch eine mehrere Jahrhunderte alte Bündnistradition mit dem Vereinigten Königreich. Bereits am 1. August 1914 hatte der portugiesische Außenminister Freire de Andrade bei der britischen Regierung angefragt, wie Portugal sich im Falle eines Krieges verhalten solle. Der britische Botschafter in Lissabon, Sir Lancelot Carnegie, überreichte am 25. August ein Telegramm des britischen Außenministeriums, in dem Portugal für den Fall eines deutschen Angriffs britische Hilfe zugesagt wurde. Des Weiteren wurde in dem Telegramm darauf hingewiesen, dass sich die britische Regierung zur Rechtfertigung auf das bestehende Bündnis beziehen werde, sobald sie Forderungen an die portugiesische Regierung richte, die nicht mit deren Neutralität vereinbar wären. Die portugiesische Regierung und der portugiesische Kongress stimmten dieser Vereinbarung zu, und fortan befand sich Portugal in einer völkerrechtlich dubiosen Lage. Innenpolitisch war die Frage der Kriegsbeteiligung Portugals in den folgenden Jahren stark umstritten, während die bürgerlich-progressiven Regierungen sie befürworteten, waren sowohl die monarchistische als auch die gewerkschaftliche Opposition gegen einen Kriegseintritt.
Am 14. August 1914 richteten die Briten erstmals ein Hilfegesuch an die portugiesische Regierung und baten darum, englische Truppe über den portugiesischen Hafen Chinde an der Sambesi-Mündung nach Njassaland ausschiffen lassen zu dürfen, was prompt gewährt wurde. In der Folgezeit lieferte Portugal Waffen, ließ wiederholt alliierte Truppen durch mosambikanisches Gebiet marschieren und versorgte englische Kriegsschiffe in seinen Häfen, was mit der Neutralität nicht vereinbar war. Deutsche Schiffe erhielten dagegen keine Versorgung. Auch der Telegrafen- und Funkverkehr wurde den Deutschen über portugiesisches Gebiet nicht gestattet, während die Briten portugiesische Infrastruktur nutzen durften. Die Aufbringung deutscher durch englische Schiffe in portugiesischen Gewässern sowie die Internierung deutscher Staatsbürger durch britische Behörden von portugiesischen Schiffen wurden ebenfalls praktiziert.

## Der Zwischenfall
Stabsarzt Wolfgang Weck befand sich im Süden Deutsch-Ostafrikas auf einer Inspektionsreise auf der Suche nach Schlafkrankheitsfällen. Die Reise führte ihn und seine Einheit von der Küste entlang der Grenze zu Portugiesisch-Ostafrika ins Landesinnere. Deutsch-Ostafrika grenzte an den von der Niassa Company (britische Kolonialgesellschaft) seit 1891 gepachteten Nordteil von Portugiesisch-Ostafrika.
Am 23. August überquerte Wecks Trupp den Grenzfluss Rovuma und überfiel in der Nacht auf den 24. August die portugiesische Station Maziúa, die von einer kleinen, im Dienst der Niassa Company stehenden Polizeitruppe unter dem Befehl eines Unteroffiziers der portugiesischen Marine besetzt war, des 27-jährigen Sanitätsbootsmanns Eduardo Costa. Bei dem Schusswechsel am frühen Morgen wurde praktisch die gesamte Besatzung im Handstreich ausgeschaltet und größtenteils getötet; neben Costa und einer Frau starben mindestens neun portugiesische Askaris, einige sollen verwundet gewesen sein. Die Opfer wussten nichts vom Ausbruch des Ersten Weltkrieges und konnten sich den Überraschungsangriff der Deutschen nicht erklären. Vor ihrem Abzug brannten die Deutschen die Stationsgebäude nieder, ließen die Toten aber unbestattet und verbrannten sie auch nicht.
Stabsarzt Weck gab später an, davon ausgegangen zu sein, dass Maziúa von Aufständischen übernommen worden sei, und er diese hatte bekämpfen wollen. Vom Ausbruch des Ersten Weltkrieges habe er keine Kenntnis gehabt. In Wirklichkeit beruhte sein Überfall auf einer Anordnung des deutschen Schutztruppenkommandeurs Paul von Lettow-Vorbeck, der am 10. August 1914 nach Erhalt der Mitteilung, dass sich Deutschland auch mit Belgien im Krieg befinde, den Angriff sowohl auf den belgischen Kongo als auch auf Portugiesisch-Ostafrika befohlen hatte, ohne allerdings eine Bestätigung darüber zu haben, ob mit Portugal ebenfalls Kriegszustand herrschte.

## Nachspiel
Nachdem einige Tage später die definitive Bestätigung der portugiesischen Neutralität beim Schutztruppenkommando in Deutsch-Ostafrika eingetroffen war, folgten zunächst keine weiteren Angriffe mehr auf portugiesisches Gebiet.
Allerdings kam es in den folgenden Monaten an der Nordgrenze von Deutsch-Südwestafrika an den Grenzflüssen Kunene und Okavango mehrfach zu Kämpfen deutscher Polizeitruppen und Landwehr mit portugiesischen Kolonialsoldaten, darunter der Überfall auf das portugiesische Fort Cuangar am 31. Oktober 1914 und die Erstürmung des Forts Naulila am 18. Dezember 1914. Auch hier spielten Gerüchte eine Rolle, Portugal habe sich auf die Seite der Gegner Deutschlands gestellt, aber auch innerkoloniale Konflikte zwischen einheimischen Gruppen und der portugiesischen Kolonialmacht.
Aufgrund der Abgeschiedenheit Maziúas wurde der Zwischenfall dem portugiesischen Generalgouvernement in Lourenço Marques erst am 15. Dezember 1914 bekannt und die Nachricht gelangte mit viermonatiger Verspätung an die Öffentlichkeit. Zusammen mit den gleichzeitig zum Höhepunkt gelangten Kämpfen zwischen Deutschen und Portugiesen an der Südgrenze Angolas löste dies erhebliche diplomatische Spannungen zwischen Portugal und dem Deutschen Reich aus. Erst mit einer offiziellen Entschuldigung des deutschen Gouverneurs und formellen Oberbefehlshabers der Schutztruppe, Heinrich Schnee, sowie dem Ende der vom Gouverneur von Deutsch-Südwestafrika befohlenen deutschen „Strafexpedition“ in Angola konnten diese Spannungen zwischen beiden Ländern zunächst ausgeräumt werden. Dies war für die deutsche Kolonie in Ostafrika zu dieser Zeit von vitaler Bedeutung, weil die Funkverbindung mit dem Deutschen Reich inzwischen weitgehend lahmgelegt war und der gesamte Post- und Depeschenverkehr nach Deutschland über das neutrale Portugal abgewickelt werden musste. Kuriere brachten Briefe und Schriftstücke zunächst nach Mosambik, und von dort gelangten sie per Schiff nach Europa, was mehrere Wochen dauern konnte.
18 Monate später befanden sich Portugal und das Deutsche Reich aufgrund der deutschen Kriegserklärung vom 9. März 1916 tatsächlich im Kriegszustand. Die Station von Maziúa wurde im Kriegsverlauf noch weitere Male von Deutschen angegriffen und im Februar 1917 von der nach Mosambik entsandten deutschen Erkundungsabteilung unter Major Willibald von Stuemer zerstört.